# Festival Avenches Opéra
Le Festival Avenches Opéra (anciennement nommé Festival d’Opéra Avenches), dont la première édition a eu lieu en 1995, est un festival d'opéra se déroulant en Suisse, dans le cadre  des arènes romaines d'Avenches.

## Histoire
Depuis sa création, le Festival Avenches Opéra attire chaque année plusieurs dizaines de milliers de spectateurs,. De nombreuses œuvres du répertoire lyrique y ont été présentées, telles Aïda, Carmen, Nabucco, La Flûte enchantée, La traviata, Il trovatore, Don Giovanni et Lucia di Lammermoor.
Depuis ses débuts, Avenches Opéra n’a cessé d’évoluer. Il a adapté et professionnalisé ses structures. Mais son objectif principal demeure inchangé : faire du Festival une référence nationale en matière d’événements classiques sous les étoiles et mettre l’opéra à la portée de tous les publics[réf. nécessaire].
Chaque année en juillet, ce sont plusieurs dizaines de milliers de spectateurs qui affluent à Avenches. 
L’organisation du Festival est placée sous la responsabilité de la Fondation Avenches Opéra, dont la présidence est assurée par Edouard Ryser. La direction artistique est assurée par Eric Vigié depuis 2010.
Début 2020, le festival est déclaré en faillite.

## Prochaines éditions du festival
- Du 5 au 18 juillet 2013, Nabucco est revisité pour célébrer le bicentenaire de Giuseppe Verdi.
- En  2014, Avenches Opéra fêtera ses 20 ans avec l'opéra Carmen de Georges Bizet.